# Joseph Szeman
Joseph Szeman, (Josephum, Josip) (Košice, Slovačka, 1783. – 7. svibnja 1844.), geometar i kartograf.

## Djelovanje
Veći dio radnog vijeka (1817–44) proveo je u Zagrebu kao županijski i biskupski mjernik, mjernik Savske plovidbe te predsjednik Sudbenog stola. Bakrorezna karta Zagrebačke biskupije, izvorno Mappa Dioecesis Zagrabiensis, nastala znatno prije, objavljena je 1822. i 1825. To je njegovo najveće djelo i najznačajnije djelo hrvatske kartografije početkom 19. st. Naručio ju je biskup Maksimilijan Vrhovec. Graviranje i grafičku opremu karte povjerio je jednom od najboljih bakrorezaca i kartografa Ugarske, Ferencu Karacsu (Franji Karaču). Pokazuje opseg i podjelu Zagrebačke biskupije na područne župe s pripadajućim selima. Karta se sastoji od devet listova različitih veličina u mjerilu 1:150 000. Na njezinu trećem listu je oveća veduta Zagreba koja nije osobito uspjela, ali nema bolje iz tog doba. Na posljednjem listu nalaze se dva grafička mjerila s jediničnim mjerama u njemačkim ili geografskim miljama i satima hoda. Istraživanja pokazuju da su mu kao uzori i izvornici vjerojatno bile Mappa geographica novissima Regni Hungariae Ignaza Müllera iz 1769. i Mappa generalis Regni Hungariae Johannesa Lipszkoga iz 1806. (Lovrić i dr. 1990). Biskup Vrhovac je 1820. zadužio svećenstvo da na terenu sakupe podatke i dao točne upute kako da to učine. Skupljenu je građu – nazive, crteže i zapise, Vrhovac 1821. dao Szemanu. Zahvaljujući svemu tome Szeman je mogao sastaviti prvorazredan kartografski dokument. O informacijskoj vrijednosti najbolje govori tumač znakova koji sadrži objašnjenja 75 znakova za različite crkvene, općekulturne objekte, za prirodna bogatstva, te za granice županija, arhiđakonata i dekanata, župa i podružnica na području Biskupije; u drugoj je tablici popis županija i pukovnija, s navedenim brojem tvrđava, gradova, trgovišta, te stanovnika prema vjerskoj pripadnosti i s površinom izraženom u kvadratnim kilometrima. Godine 1825. objavio je Szeman popis mjesta i objekata ucrtanih na karti s indeksom svih župa pod naslovom Repertorium locorum objectorumgue in IX tabulis mappe totius Dioecesis Zagrabiensis. Szeman je poznat i kao autor karte Zagrebačke županije. To je najuspjelija karta toga dijela Hrvatske iz prve polovice 19. st. Zagrebačka je županija imala tada neobične granice. Na sjeveru je graničila s Varaždinskom županijom, prema zapadu sa zemaljskom granicom prema Štajerskoj i Kranjskoj, prema istoku s Banskom i Karlovačkom krajinom, a prema jugu imala je uzak koridor koji je izlazio na morsku obalu pokraj Bakra. Szeman je uz odobrenje Županijske skupštine 1836. započeo raditi detaljnu kartu Zagrebačke županije. Karta je tiskana u Grazu oko 1850. (nakon Szemanove smrti) pod naslovom Mappa Comitatus Zagrabiensis .... Kartu je litografirao H. Schönebeck, a tiskao Josef Franz Xaver Kaiser u Grazu. Označena je upravna podjela Županije na šest kotara s podacima o broju slobodnih kraljevskih gradova za svaki kotar pojedinačno, te broj utvrda, utvrđenih gradova, župa i plemićkih kurija u zasebnoj tablici. Karta je sadržajno bogata i raznolika, s 32 objašnjenja znakova (explicatio signorum). Na zagrebačkom Geodetskom fakultetu izrađeni su faksimili karata Zagrebačke biskupije iz 1825. u mjerilu 1:300 000. i Zagrebačke županije iz 1836–42. u mjerilu 1:200 000. Tijekom svojega dugog radnog vijeka u Zagrebu Szeman je radio i mnoge druge poslove za Županiju, od kojih se ističu razgraničenje sa štajerskom i s Varaždinskom županijom.

## Djela
- Mappa Dioecesis Zagrabiensis (Karta Zagrebačke biskupije), bakrorez, 9 listova različite veličine, uk. vel. 180×124 cm, približno mjerilo 1:150 000. Budimpešta 1822, 1825.
- Mappa Comitatus Zagrabiensis... (Karta Zagrebačke županije), Graz, oko 1850 (1836-42).
- Repertorium locorum objectorumgue in IX tabulis mappe totius Dioecesis Zagrabiensis. Zagreb 1925, 291 str.